# Stovpove (Stovpove), Sakî
Stovpove (în ucraineană Стовпове) este localitatea de reședință a comunei Stovpove din raionul Sakî, Republica Autonomă Crimeea, Ucraina.

## Demografie
Componența lingvistică a localității Stovpove
     Rusă (66,77%)
     Ucraineană (24,17%)
     Tătară crimeeană (5,58%)
     Alte limbi (0,16%)
Conform recensământului din 2001, majoritatea populației localității Stovpove era vorbitoare de rusă (66,77%), existând în minoritate și vorbitori de ucraineană (24,17%), tătară crimeeană (5,58%) și armeană (2,59%).